# Kongoapalis
Kongoapalis (Apalis goslingi) är en fågel i familjen cistikolor inom ordningen tättingar.

## Utseende och läte
Kongoapalis är en liten och slank medlem av släktet med enfärgad fjäderdräkt. Ovansidan är sotgrå, undersidan ljusgrå, strupen är vit och den rätt korta gråbruna stjärten har vit spets. Ögat är rödbrunt. Ungfågeln är ljusare än den adulta, med smutsgul undersida. Bland lätena hörs snabba och monotona "“swit-swit-swit-swit" och "tet-tet-tet".

## Utbredning och systematik
Fågelns utbredningsområde är i bergsskogarna i södra Kamerun till Gabon, nordöstra Angola och Kongo-Kinshasa. Den behandlas som monotypisk, det vill säga att den inte delas in i några underarter.

### Familjetillhörighet
Cistikolorna behandlades tidigare som en del av den stora familjen sångare (Sylviidae). Genetiska studier har dock visat att sångarna inte är varandras närmaste släktingar. Istället är de en del av en klad som även omfattar timalior, lärkor, bulbyler, stjärtmesar och svalor. Idag delas därför Sylviidae upp i ett antal familjer, däribland Cisticolidae.

## Levnadssätt
Kongoapalisen hittas i både ursprunglig och delvis degraderad skog, framför allt utmed rinnande vattendrag. Där ses den i vegetationens mellersta skikt.

## Status
Arten har ett stort utbredningsområde och beståndet anses vara stabilt. Internationella naturvårdsunionen IUCN listar den därför som livskraftig (LC).

## Namn
Fågelns vetenskapliga namn är en hyllning till George Bennett Gosling (1872-1906), en brittisk armékapten, naturforskare och upptäcktsresande på Niger-Nilen-expeditionen 1904-1906.